# Cerodontha suturalis
Cerodontha suturalis este o specie de muște din genul Cerodontha, familia Agromyzidae. A fost descrisă pentru prima dată de Friedrich Georg Hendel în anul 1931. Conform Catalogue of Life specia Cerodontha suturalis nu are subspecii cunoscute.